# David Hauss
Pour les articles homonymes, voir Hauss.
David Hauss né le 1er février 1984 à Paris est un triathlète professionnel français, champion d'Europe de triathlon en 2015. Il pratique également le trail et le swimrun.

## Biographie

### Jeunesse
Né à Paris (12e arrondissement) le 1er février 1984, il part habiter à l'île de la Réunion à l'âge d'un an. Il y commence la natation à 3 ans.
Il participe à son 1er triathlon à l'âge de huit ans lors du « Triathlon pour tous  » du Chaudron en 1992. Il part seul en métropole à 15 ans pour intégrer le pôle Espoir de Montluçon puis intègre l'année suivante le pôle France de Boulouris à Saint-Raphaël sur la Côte d'Azur. Il obtient ses 1er résultats chez les juniors avec deux places de vice-champion du monde consécutivement à Cancún, en 2002 et à Queenstown, en Nouvelle-Zélande en 2003.

### Carrière en triathlon
David Hauss Intègre l'équipe de France junior, espoir et élite et à la suite de ces résultats, il rejoint l'équipe de France militaire de triathlon (EFMT). Membre du Lagardère Paris Racing depuis 2005, il rejoint en novembre 2011 le club des Sables Vendée Triathlon  en vue de la saison 2012. Déjà dans la préparation olympique pour les JO de Pékin, il est présent dans ce même collectif pour les Jeux olympiques d'été de 2012 à Londres où il finira 4e et 1er français.
Il gagne officiellement sa qualification olympique sur l'étape anglaise des Séries mondiales de triathlon (WTS) en terminant à la 7e place du classement, sur le même parcours que celui des Jeux de Londres 2012.
En 2015, il remporte le championnat d'Europe de triathlon à Genève en devançant le Suisse Sven Riederer et le Norvégien Kristian Blummenfelt. Il devient le troisième triathlète français à conquérir ce titre après Yves Cordier en 1989 et Frédéric Belaubre en 2005, 2006 et 2008. Il remporte également le titre en relais mixte. Il s'élance après ses coéquipiers, Jeanne Lehair vice championne d'Europe junior, Simon Viain et Emmie Charayron, championne d'Europe 2011, pour une course à pied de 1 650 mètres qu'il effectue, à la surprise de ses adversaires, pieds nus. L'équipe remporte cette victoire devant les équipes suisse et allemande.

### Jeux olympiques de Rio
David Hauss finance  une partie de sa préparation pour les Jeux Olympiques de Rio 2016 à l'aide d'une campagne de financement participatif lancée, en partenariat avec Powerade, sur une plateforme de financement participatif (crowdfunding) sportif. Il n'est finalement pas sélectionné pour ces Jeux olympiques. À l'issue de ceux-ci et après l’échec des triathlètes français à se hisser sur le podium, il rédige une lettre ouverte en forme de critique à la Fédération française de triathlon, qu'il estime totalement responsable du bilan négatif de cette campagne olympique, il rend publique sa lettre en la diffusant au travers de la presse spécialisée dans le triathlon.

### Autres pratiques sportives
David Hauss pratique également l'athlétisme et participe à l'issue de sa carrière en triathlon à des courses de trail. Il remporte en 2016 la Mascareignes à La Réunion, un trail de 63 km en 7 h 42. Il s'adonne également à la pratique du swimrun et remporte la première du swimrun urbain de Marseille en 2017. Cette même année, il finit en 7e position lors de l'épreuve d'Ö till ö, il forme pour cette épreuve un duo avec le triathlète Cédric Fleureton.

### Vie privée
Il épouse le 22 septembre 2012 Melanie Annaheim, triathlète professionnelle suisse, 10e au classement général du championnat du monde 2011.

## Palmarès
Les tableaux présentent les résultats les plus significatifs (podium) obtenus sur le circuit national et international de triathlon depuis 2007, et sur le circuit d’athlétisme et de swimrun depuis 2011.

### Athlétisme
| Année | Compétition                                           | Pays   | Position | Temps            |
| 2017  | Trail de Bourbon - La Réunion                         | France |          | 15 h 38 min 43 s |
| 2016  | Trail La Mascareignes - La Réunion                    | France |          | 7 h 42 min 0 s   |
| 2015  | Jeux des îles de l'océan Indien - La Réunion          | France |          | 14 min 26 s 29   |
| 2013  | Trail La Mascareignes - La Réunion                    | France |          | 9 h 0 min 13 s   |
| 2013  | Trail des Anglais - La Réunion                        | France |          | 2 h 23 min 25 s  |
| 2011  | 10 km nocturnes de l'Entre-Deux - La Réunion          | France |          | 33 min 8 s       |
| 2011  | 5 000 m Meeting d’athlétisme de St Denis - La Réunion | France |          | 14 min 28 s      |

### Swimrun
| Année | Compétition                 | Pays   | Équipier | Position      | Temps            |
| ----- | --------------------------- | ------ | -------- | ------------- | ---------------- |
| 2017  | Swimrun Urbain de Marseille | France | Solo     | Médaille d'or | 1 h 46 min 48 s, |

### Triathlon
| Année | Compétition                                        | Pays           | Position      | Temps           |
| ----- | -------------------------------------------------- | -------------- | ------------- | --------------- |
| 2015  | Championnats d'Europe de triathlon                 | Suisse         | Médaille d'or | 1 h 52 min 55 s |
| 2015  | Coupe du monde - l'étape de Mooloolaba (S)         | Australie      | Médaille d'or | 0 h 55 min 22 s |
| 2015  | Grand Prix de triathlon (équipe club)              | France         |               |                 |
| 2014  | Championnat de France                              | France         |               | 0 h 53 min 11 s |
| 2014  | Grand Prix de triathlon (équipe club)              | France         |               |                 |
| 2012  | Coupe du monde - l'étape de Ishigaki               | Japon          |               | 1 h 50 min 6 s  |
| 2012  | Coupe du monde - l'étape de Mooloolaba             | Australie      |               | 1 h 53 min 22 s |
| 2011  | WTS Hambourg                                       | Allemagne      |               | 1 h 44 min 9 s  |
| 2011  | Coupe du monde - l'étape de Mooloolaba             | Australie      |               | 1 h 51 min 55 s |
| 2010  | Championnat du monde sprint - WTS Lausanne         | Suisse         |               | 0 h 53 min 16 s |
| 2010  | WTS Sydney                                         | Australie      |               | 1 h 51 min 34 s |
| 2010  | Championnat d'Europe                               | Irlande        |               | 1 h 45 min 31 s |
| 2010  | Championnats du monde de triathlon en relais mixte | Suisse         |               | 1 h 14 min 11 s |
| 2007  | Championnat de France                              | France         |               | 1 h 57 min 27 s |
| 2007  | Coupe d'Europe - l'étape de Kędzierzyn-Koźle       | Pologne        |               | 1 h 49 min 57 s |
| 2007  | Coupe d'Afrique - l'étape de Langebaan             | Afrique du Sud |               | 1 h 55 min 34 s |